# Bauzeichnung

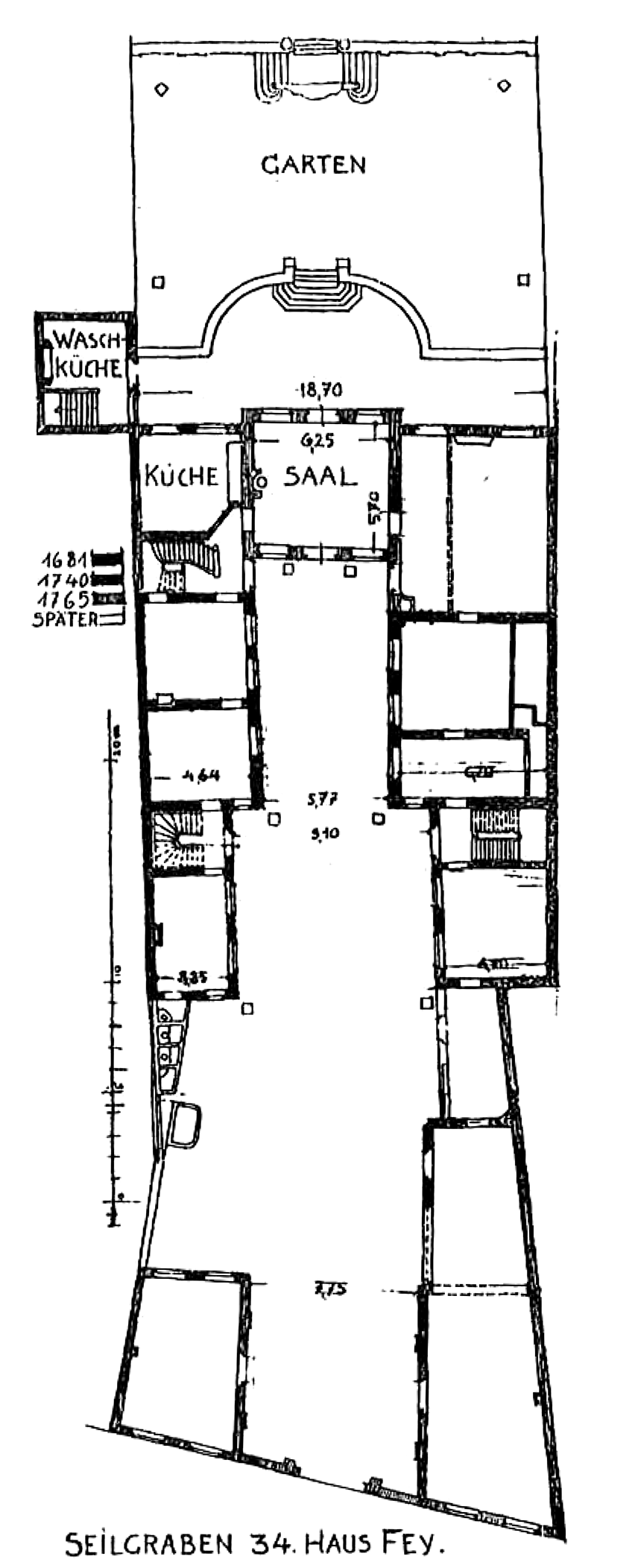
Bauzeichnung von Haus Fey

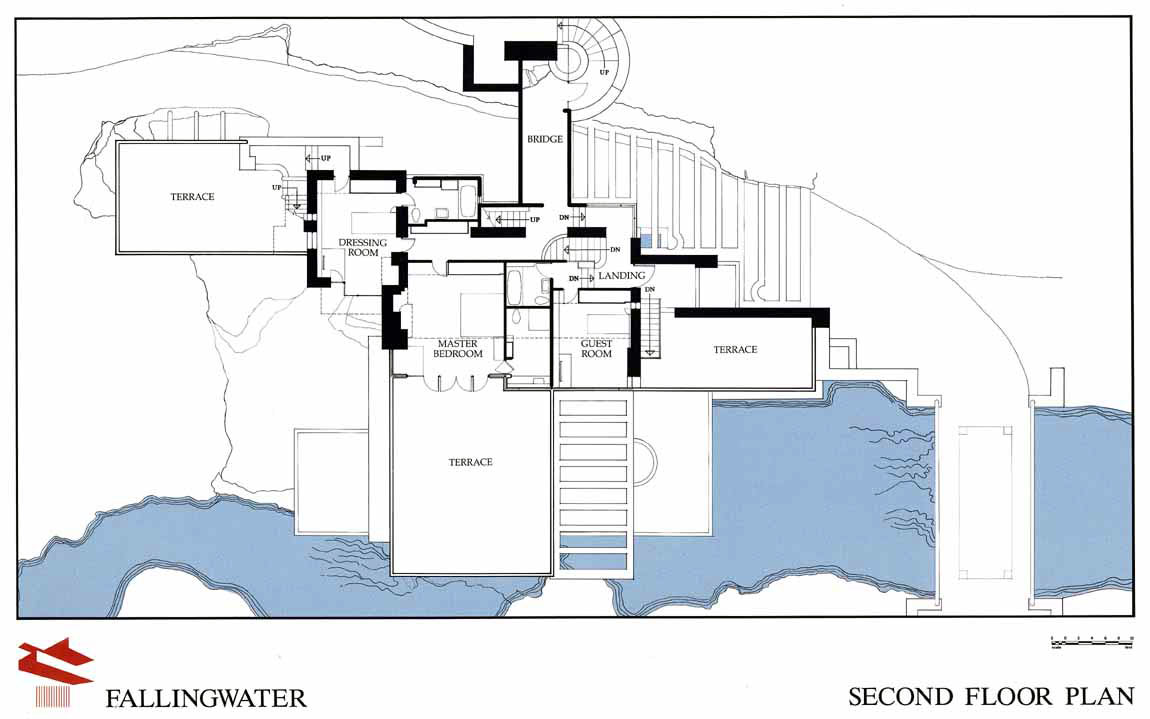
Bauzeichnung von Fallingwater (1935–1939)

Eine Bauzeichnung (früher auch Bauriss) ist eine technische Zeichnung der Bauplanung, die geometrische und/oder statische Informationen für die Bauausführung zeigt, sie zeigt alle räumlichen Ausmaße und Materialien, nicht den zeitlichen Ablauf der Ausführung.
Oft spricht man auch einfach von Zeichnung, wenn man eigentlich den Plan meint, also das Blatt Papier oder die Datei, die neben einer oder mehreren Zeichnungen auch einen Plankopf und ein möglichst einheitliches Layout hat.
Die Ausführung und Gestaltung einer Bauzeichnung unterliegt einem allgemeinen Konsens im Bauwesen. In Normen fixiert ist neben den Planformaten zum Beispiel auch die Verwendung verschiedener Linientypen.

## Inhalt
Die Darstellung erfolgt in einem der Größe oder der Kompliziertheit des Objektes angepassten Maßstab. Ein Bauwerk wird dargestellt in Grundrissen, Ansichten, Schnitten und Details. Um verschiedene Materialien, Bauteile oder Schnittflächen zu kennzeichnen, werden Schraffuren und evtl. Farben verwendet. Bestand, Neubau und abzubrechende Bauteile müssen ebenfalls kenntlich gemacht werden. Die dargestellten Bauteile werden durch die Bemaßung quantifiziert.
Der konkrete Planinhalt und seine zeichnerische Darstellung ist abhängig von der Planungsphase des Bauvorhabens. In Deutschland spricht man in Übereinstimmung zu den Leistungsphasen der HOAI von Entwurfsplanung, Genehmigungsplanung und Ausführungsplanung.
Im Plankopf (auch „Fahne“ genannt) werden neben der Benennung des Bauvorhabens auch Zeichnungsnummer, Materialangaben, Maßstab, Erstellungs- und Prüfvermerke, Angaben zur Versionsgeschichte und andere notwendige Informationen eingetragen.

## Anfertigung und Vervielfältigung
Angefertigt werden Bauzeichnungen durch Architekten, Bauingenieure, Fachingenieure und Bauzeichner. Bis in das letzte Jahrzehnt des 20. Jahrhunderts wurde mit Bleistift und Tuschezeichner auf Transparentpapier gezeichnet. Dieses wurde dazu auf ein Reißbrett gespannt. Danach erfolgte ein sehr schneller Wechsel auf die nun zur Verfügung stehende Computer-Technik, geeignete CAD-Programme und Plotter. Technische Zeichnungen konnten nun auch von virtuellen 3D-Modellen abgeleitet werden.
Wurden Zeichnungen bis zu diesem Zeitpunkt durch Pausen (siehe auch Blaupause) vervielfältigt und das Original der technischen Zeichnung sorgfältig verwahrt, wird nun die nötige Anzahl von Kopien einer Zeichnung direkt geplottet oder mit einem Kopiergerät vervielfältigt. Es ist aber inzwischen auch möglich, auf die Weitergabe einer Technischen Zeichnung in Papierform zu verzichten, da auch im Bauwesen die Digitalisierung immer weiter zunimmt.

## Normen
Allgemeine Normen des technischen Zeichnens:
- DIN 5 Teile 1, 2, 10 (Projektionsarten); DIN 201 Schraffuren; Darstellung von Schnittflächen; DIN 406 Maßeintragung in Zeichnungen
- DIN 1356 Bauzeichnungen, ISO 4157 Zeichnungen für das Bauwesen, ISO 2594 Bauzeichnungen; Projektionsmethoden; ISO 7518 Zeichnungen für das Bauwesen; Vereinfachte Darstellung von Abriss und Wiederaufbau
- DIN 919 (Holzverarbeitung)
- DIN 1986 (Entwässerungszeichnungen)

Deutschland:
- Planzeichenverordnungen der dt. Bundesländer, meist als Anhang der Landesbauordnung

Schweiz
- SIA 400 Planbearbeitung im Hochbau